# Campionato asiatico per club 2004 (maschile)
Il campionato asiatico per club 2004 si è svolto dal 23 al 28 aprile 2004 a Tehran, in Iran. Al torneo hanno partecipato 7 squadre di club asiatiche ed oceaniane e la vittoria finale è andata per la prima al Sanam Teheran Volleyball Club.

## Squadre partecipanti
- Volejbol AGMK
- Al-Arabi
- Atıraw
- National Center
- Shanghai
- Paykan
- Sanam Teheran

## Fase a gironi

### Gironi
| Girone A                                      | Girone B                      |
| --------------------------------------------- | ----------------------------- |
| Volejbol AGMK Al-Arabi Shanghai Sanam Teheran | Atıraw National Center Paykan |

## Fase finale

### Finali 1º e 3º posto
|  | Semifinali    | Semifinali    | Semifinali |        |               | Finale 1º/2º posto | Finale 1º/2º posto | Finale 1º/2º posto |  |
|  |               |               |            |        |               |                    |                    |                    |  |
|  | Sanam Teheran | Sanam Teheran | 3          |        |               |                    |                    |                    |  |
|  | Sanam Teheran | Sanam Teheran | 3          |        |               |                    |                    |                    |  |
|  | Atıraw        | Atıraw        | 0          |        |               |                    |                    |                    |  |
|  | Atıraw        | Atıraw        | 0          |        | Sanam Teheran | Sanam Teheran      | 3                  |                    |  |
|  |               |               |            |        | Sanam Teheran | Sanam Teheran      | 3                  |                    |  |
|  |               |               | Paykan     | Paykan | 0             |                    |                    |                    |  |
|  | Paykan        | Paykan        | Paykan     | Paykan | 0             | 3                  |                    |                    |  |
|  | Paykan        | Paykan        |            |        |               | 3                  |                    |                    |  |
|  | Shanghai      | Shanghai      | 0          |        |               | Finale 3º/4º posto | Finale 3º/4º posto | Finale 3º/4º posto |  |
|  | Shanghai      | Shanghai      | 0          |        |               |                    |                    |                    |  |
|  |               |               |            |        |               |                    |                    |                    |  |
|  |               |               |            |        |               | Atıraw             | Atıraw             | 3                  |  |
|  |               |               |            |        |               | Atıraw             | Atıraw             | 3                  |  |
|  |               |               |            |        |               | Shanghai           | Shanghai           | 0                  |  |

### Finale 5º posto
|  | Semifinali      | Semifinali      | Semifinali      |                 |          | Finale   | Finale | Finale |  |
|  |                 |                 |                 |                 |          |          |        |        |  |
|  | Al-Arabi        | Al-Arabi        | -               |                 |          |          |        |        |  |
|  | Al-Arabi        | Al-Arabi        | -               |                 |          |          |        |        |  |
|  | -               | -               | -               |                 |          |          |        |        |  |
|  | -               | -               | -               |                 | Al-Arabi | Al-Arabi | 3      |        |  |
|  |                 |                 |                 |                 | Al-Arabi | Al-Arabi | 3      |        |  |
|  |                 |                 | National Center | National Center | 1        |          |        |        |  |
|  | National Center | National Center | National Center | National Center | 1        | 3        |        |        |  |
|  | National Center | National Center |                 |                 |          |          |        |        |  |
|  | Volejbol AGMK   | Volejbol AGMK   | 2               |                 |          |          |        |        |  |

## Classifica finale
| Classifica | Squadre         |
| ---------- | --------------- |
|            | Sanam Teheran   |
|            | Paykan          |
|            | Atıraw          |
| 4          | Shanghai        |
| 5          | Al-Arabi        |
| 6          | National Center |
| 7          | Volejbol AGMK   |